# Famille de Lisle du Dréneuc
 (août 2023).
Améliorez-le ou discutez des points à vérifier. 
 (août 2024).
Si vous disposez d'ouvrages ou d'articles de référence ou si vous connaissez des sites web de qualité traitant du thème abordé ici, merci de compléter l'article en donnant les références utiles à sa vérifiabilité et en les liant à la section « Notes et références ».
La famille de Lisle est une famille noble bretonne.

## Histoire
La famille de Lisle est une famille de noblesse bretonne d'ancienne extraction, maintenue noble en 1668.
Martin de Lisle, écuyer, seigneur du Fief et de la Noë-Talbot, près Sautron, est maintenu noble en Bretagne en 1668. Guillaume de Lisle, né le 1er décembre 1661, membre de la noblesse aux États de Bretagne de 1701. Jules de Lisle du Fief établi au Canada. Jean de Lisle, chevalier du Dréneuc, né en 1737, membre de la noblesse aux États de Bretagne de 1764. Pierre de Lisle du Dréneuc, né le 20 Nivôse an IV, volontaire royaliste en 1815.

## Personnalités
- Morice de Lisle (1432-1519), député aux États de Vannes en 1455 au titre de Tréguier.
- Antoine de Lisle, conseiller du roi, député de Nantes aux États de Vannes
- Guillaume de Lisle du Fief (1661-1716), député de la noblesse aux États de 1701.
- Jean de Lisle de La Cailleterie (1724-1814), notaire et fonctionnaire.
- Jean-Baptiste de Lisle du Dreneuc (1737-), député aux États de Bretagne en 1764.
- Jean-Guillaume de Lisle (1757-1819), notaire et officier.
- Augustin de Lisle (1802-1865), notaire et botaniste.
- Arthur de l'Isle du Dréneuc (1837-), naturaliste.
- Pitre de Lisle du Dréneuc (1846-1924), érudit breton, archéologue et conservateur de musée.

### Les ecclésiastiques
- Pierre de l'Isle (-1327), évêque de Tréguier de 1324 à 1327.

### Les militaires
- Paul Louis de Lisle (1774-1795), chasseur noble de Condé, cadet dans Rohan
- Pierre de Lisle du Dréneuc (1796-1877), volontaire royaliste sous le général d'Andigné lors de la Chouannerie de 1815, lieutenant de la garde royale en 1816, capitaine à l'armée d'Espagne en 1823, démissionnaire de l'armée en 1830, auteur des "Mémoires sur le soulevement royaliste de 1815".
- Henri de Lisle du Dreneuc, volontaire de l'Ouest en 1870.

### Les politiques
- Guillaume de Lisle (-1693), seigneur de La Nicollière, conseiller du roi et maire de Nantes de 1685 à 1688
- N. de Lisle du Fief, maire de Sautron de 1798 à 1804
- Alexandre-Maurice Delisle (1802-1865), député à l'Assemblée législative de la province du Canada, shérif de Montréal

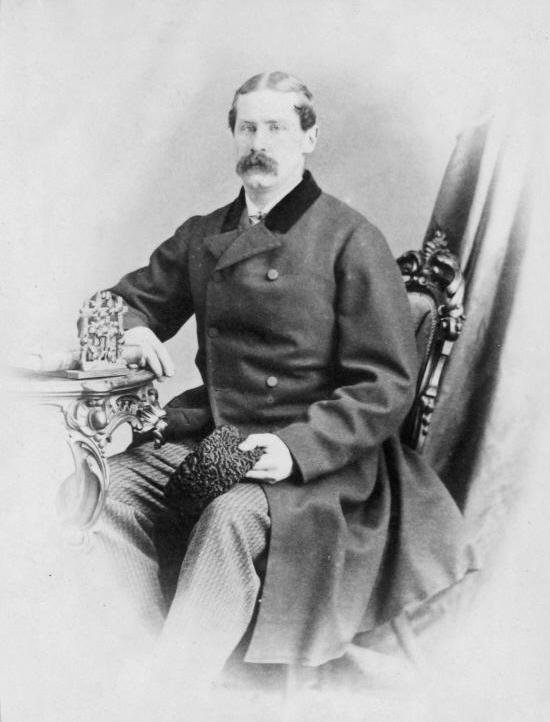
Alexandre-Maurice Delisle (1802-1865)

## Alliances
Kermabon, Calloët, Trogoff, Kermoysan, Kerleau, Biré, Loriot, Fleuriot d'Omblepied, Lorido du Mesnil, Lyrot de La Patouillère, Gouvello, Le Lieurre de Laubepin, Mourain de Sourdeval, Poydras de Lalande, Achon, Galbaud du Fort, Bureau, Goüin, Le Maignan de Kerangat, Espitalié de La Peyrade, Lanoë de La Bastille, Anglemont de Tassigny, ...

## Châteaux, seigneuries, terres
- Hôtel de l'Isle du Fief, Nantes
- Château du Bois-Taureau, Sautron
- Manoir du Fief (Fief-au-Duc ou Fief Rosti), Sautron
- Manoir de Boistaureau, Sautron
- Manoir de la Bretonnière, Sautron

## Armoiries
| Image | Armoiries de la famille                            |
| ----- | -------------------------------------------------- |
|       | Famille de Lisle. De gueules à dix billettes d'or. |

## Postérité
- Rue Pitre de Lisle du Dreneuc

## Pour approfondir